# 梳芙厘

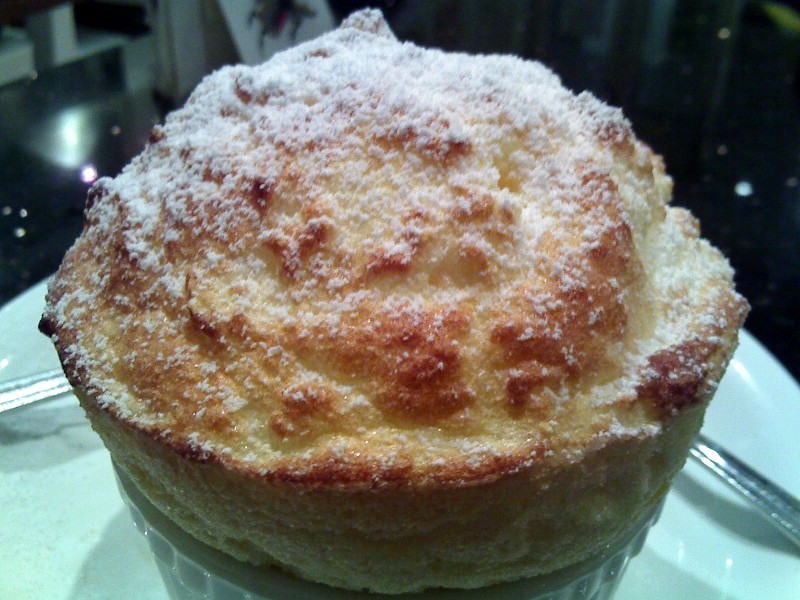
一件正脹起來的梳芙厘

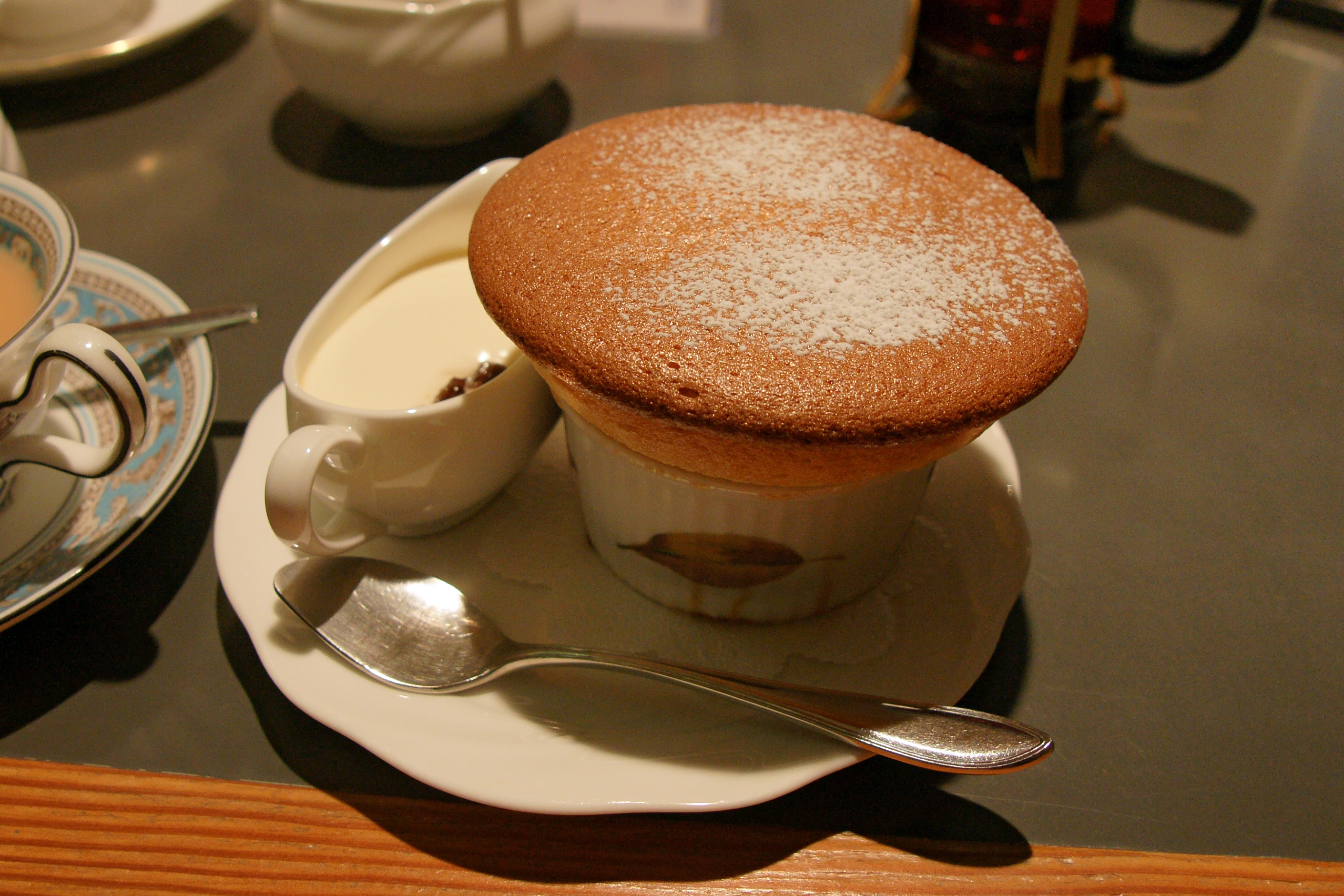
另一種梳芙厘

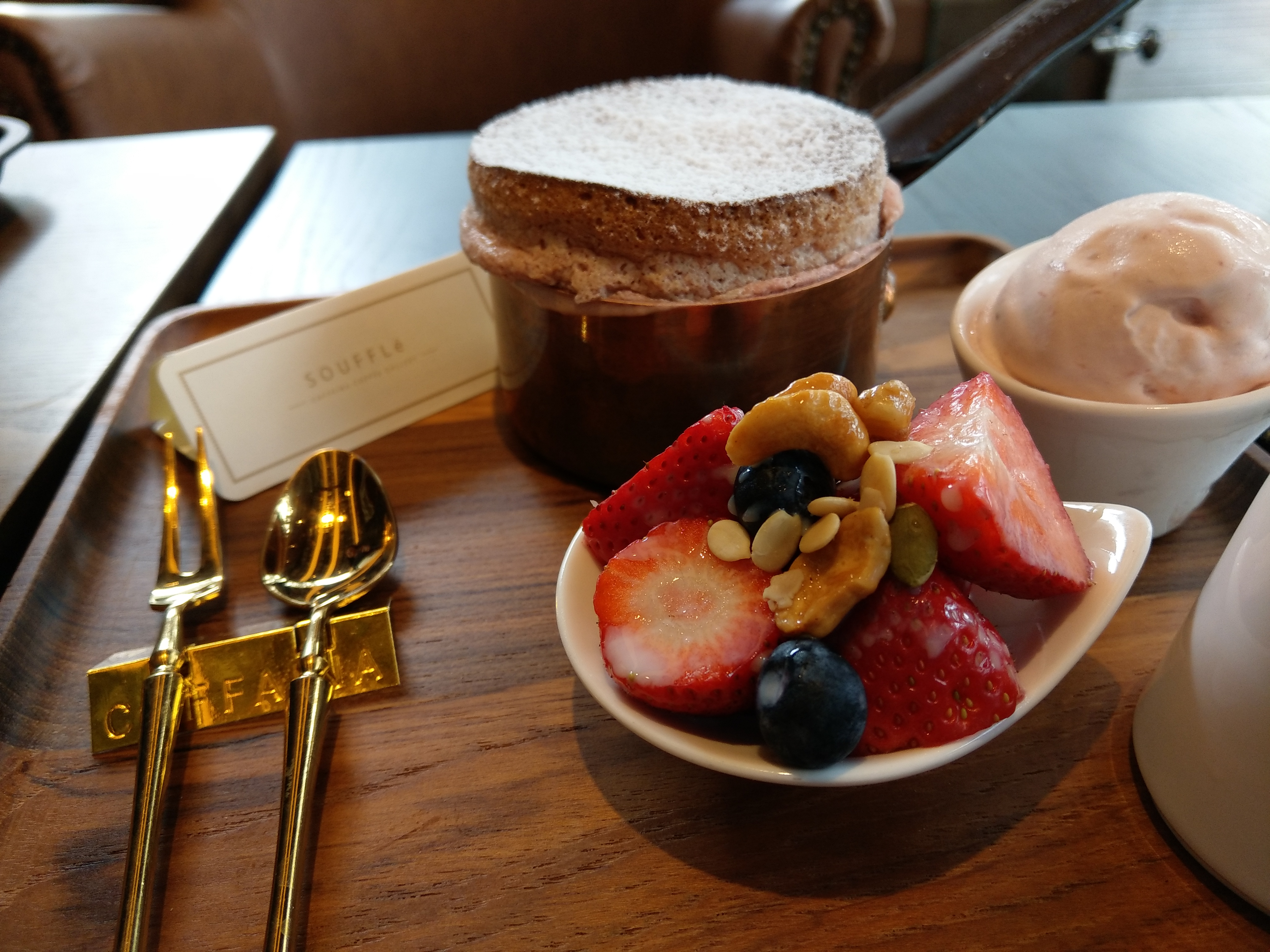
一份佐以莓果的梳芙厘

舒芙蕾（發音：[sufle] ⓘ），又譯舒芙蕾、梳乎厘，或稱作蛋奶酥，是一種源自法國的甜品，經烘焙後質感輕而蓬鬆。做成鬆餅後常稱為「厚鬆餅」（soufflé pancake）。主要材料包括蛋黃及經打勻後的蛋白。Soufflé 一字來自法語中一個動詞“souffler”的過去分詞，意思是「使充氣」或簡單地指「蓬鬆地脹起來」－恰如其分地描述烘焙當兒蛋白與奶黃結合時的情況。雖然多製成甜品，但也可以加入起司或馬鈴薯當成正餐食用。

## 歷史
梳芙厘確實面世的日子還未確實知道，但可肯定該食品是於18世紀後期於法國出現。其中一說指於1742年由樊尚·拉沙佩勒出版的“Le cuisinier moderne”已有關於梳芙厘食譜的記載，直至1845年伊丽莎·阿克顿推出的“Modern Cookery”一書將這種食品變得普及起來。而在《牛津美食指南》（Oxford Companion to Food）一書中則指梳芙厘應於1782年才首次出現。

## 構成部分
每份梳芙厘都由兩種基本元素組成：
1. 添加了香味的忌廉汁或醬製成的底部
2. 打勻了的蛋白

底部提供了整個食物的味道，而經打勻後的蛋白則容納空氣以提供膨脹的空間。常用於底部的食品包括芝士、巧克力、香蕉、檸檬或各式水果。當作為甜點的時候還會加上相當份量的糖。則離開焗爐的梳芙厘會有蓬鬆及脹起的感覺，在擺放5-10分鐘後就會慢慢倒下來（烘焙式甜甜圈也有類似現象，但傳統油炸式甜甜圈則不會出現這個情況），因此剛焗好的梳芙厘應立即進食以避免失去口感。
梳芙厘對容器並無特定的要求，相反，各式各樣的小杯均是理想的盛載用具。較傳統的有梳芙厘杯或用陶瓷製成的模子。這些容器大小不一，但一般外表都是白色、平底、圓形的瓷器，除了底部其餘部份均做了拋光處理，外圍壓有凹凸花紋。

## 制作方法
材料：蛋白2粒、蛋黄一粒、麵粉一湯匙、糖二湯匙、牛奶五十毫升、香草精適量
做法：
1. 先把烤箱預熱至200攝氏度，把牛奶放進微波爐加熱。
2. 加一湯匙的糖在蛋黃中并打至淡黃色，加入適量的香草精拌勻。
3. 篩過麵粉，加入步驟2的蛋黃中，并拌入已加熱過的的牛奶，放涼備用。
4. 將蛋白打至起泡，并加入剩餘的糖打至企身。
5. 將步驟三的混合物加入蛋白中拌勻，并倒入杯中至八分滿。
6. 放入預熱的烤箱，烤約15分鐘。

## 文化影响
在流行科幻电视剧《神秘博士》中，第11与12任博士的搭档 Clara Oswald 曾被称为“蛋奶酥女孩”。

## 外部連結
- （英文） Cooking For Engineers：黑巧克力梳芙厘完整介紹及圖片 （页面存档备份，存于）
- （英文） 黑松露梳芙厘製作 （页面存档备份，存于）